# Flindersia australis
El fresno corvino o teca australiana (Flindersia australis) es un árbol perennifolio de los bosques pluviales subtropicales de la Australia oriental.

## Descripción
Alcanza 36 m de alto en estado natural, menos en cultivo, formando un tronco robusto con la corteza escamosa marrón y una densa copa muy ramificada. Las grandes hojas pinnadas constan de hojuelas verdes brillantes. En primavera aparecen pequeños racimos de flores blancas. Los grandes frutos tienen 5 segmentos espinosos naviculares.

## Taxonomía
Flindersia australis fue descrita por Robert Brown y publicado en A Voyage to Terra Australis 2: 595, en el año 1814.
Sinonimia
- Flindersia greavesii C.Moore[4][5]